# Magyar Tehetségsegítő Szervezetek Szövetsége
A Magyar Tehetségsegítő Szervezetek Szövetsége (Matehetsz) közhasznú egyesület, mely a Nemzeti Tehetségsegítő Tanács jogi képviseletét is ellátja. A Nemzeti Tehetség Program civil oldali emblematikus szervezete.
2006 tavaszán 14 tehetségsegítő civil szervezet kezdeményezésére jött létre a Nemzeti Tehetségsegítő Tanács (NTT), a hazai és határon túli magyar tehetségsegítő szervezeteket tömörítő konzultatív testület, és annak a jogi képviseletét ellátó Magyar Tehetségsegítő Szervezetek Szövetsége (Matehetsz). A szövetség olyan önálló elképzelésekkel és célokkal rendelkező közhasznú egyesület, amely segíti a tehetséges magyar gyermekek, diákok, fiatalok képességeinek kibontakozását és hasznosulását. Az NTT és a Matehetsz kimagasló eredményeket ért el a Kárpát-medencei magyar tehetséggondozás elméletének és gyakorlatának kidolgozásában, az Országgyűlés által 2008-ban konszenzussal elfogadott, közös nemzeti ügyként aposztrofált Nemzeti Tehetség Program megvalósításában, valamint az európai tehetséggondozási tevékenység ösztönzésében. A Matehetsz, a Kárpát-medencei tehetségsegítés emblematikus civil oldali ernyőszervezeteként ma már 38 tagszervezetet foglal magába. Az egyesület kulcsszerepet tölt be az általa összefogott tagszervezetek és a mindenkori kormányzat párbeszédében, 2020 óta Magyarország Kormánya stratégiai partnereként koordináló, szakmai irányt mutató, szervező feladatokat is ellát.
Hazai és európai uniós projektek, valamint más pályázati programok keretében a Matehetsz 2009 óta jelentős eredményeket tud felmutatni a következőkben:
A Matehetsz 2011 óta közvetlen módon határon belül és túl összesen mintegy 100.000 gyermeket, tanulót, fiatalt ért el különböző fejlesztő programokkal (képességfejlesztés, készségfejlesztés, eszközök-programok-mobilitás támogatása, kortárscsoportok létrehozása, tutori és mentori támogatás stb.). Ennek keretében ösztöndíjakat adott közel 3.000 fiatal részére, mintegy 700m Ft összegben.
2017-2021 közötti időszakban az egész országot átszövő, tartós idejű segítséget adó tutorhálózatot hozott létre mintegy 200 fő akkreditált továbbképzést elvégző tutor szakember részvételével. A tutorhálózat munkája nyomán közel 2500 fő tutorált került bevonásra.
A Matehetsz Kárpát-medencei tehetséghálózatát mintegy 1.500 intézmény, szervezet (tehetségpont, tehetségsegítő tanács) alkotja, ezen keresztül mintegy 8.000 pedagógussal, további szakemberrel áll közvetlen kapcsolatban.
2010 óta mintegy 35.000 pedagógus és más szakember részvételével valósultak meg pedagógus-továbbképzések.
40 szakkönyv és 19 tanulmányfüzet kiadása és ingyenes terjesztése történt meg, több mint 50 ezer példányban, a könyvek online is elérhetők.
A Matehetsz által kifogástalanul és kiváló hatékonysággal felhasznált EU-s, hazai (NTP), valamint más pályázati források összértéke az elmúlt 14 évben több mint 8,5mrd Ft.

### Tehetségpontok
A Matehetsz tehetséghálózat csomópontjai a tehetségpontok (pedagógiai, kulturális, sport, tudományos, szakmai és egyéb műhelyek, intézmények, egyesületek, alapítványok, művészeti együttesek határon innen és túl). A tehetségpontok alapítását a Nemzeti Tehetségsegítő Tanács tizenöt éve kezdeményezi és támogatja mind Magyarországon, mind a határon túli magyarlakta területeken.
A tehetségpontok alapfeladata a tehetségek felismerése, az optimális fejlődésük segítéséhez szükséges állapotfelmérés (személyes és környezeti erősségek, gyengeségek), a tehetség-tanácsadás mind a tehetségígéret, mind a környezetében érintett pedagógus, szülő számára. A tehetségpontok további feladata a különböző adottságaikból és tapasztalataikból adódó eltérésekre épülő, hálózatban való együttműködés. A tehetségpontok célja, hogy hatékony segítséget adjanak az érdeklődő fiataloknak, valamint az érintett pedagógusoknak és szülőknek a fiatal tehetségének felismeréséhez és kibontakoztatásához. Ennek érdekében a tehetségpontok juttassanak el hozzájuk minél teljesebb és minél személyesebb információkat a különböző tehetséggondozó lehetőségekről. A tehetségpontok figyelemmel kísérik az intézményi/szervezeti, települési, térségi és a regionális tehetséggondozó kezdeményezéseket és segítik ezeket abban, hogy minél intenzívebb kapcsolatrendszert tudjanak kiépíteni egymással, a tehetséges fiatalokkal, a tehetséges fiatalok környezetével, a tehetséggondozásban jártas szakemberekkel, és a tehetséggondozást segítő önkormányzati, egyházi, civil szervezetekkel, vállalkozásokkal és magánszemélyekkel. Helyi integráló szerepük mellett pedig maguk is részei a Matehetsz tehetséghálózatnak, melyben csomópontokként segítik az információk áramlását és feldolgozását.

### Tehetségsegítő Tanácsok
A tehetségsegítő tanács olyan helyi vagy térségi kezdeményezésre létrejött szerveződés, amely a lehető legszélesebb szakmai és társadalmi összefogással segíti a tehetségek felkutatását, fejlesztését, a tehetségesek produktumainak hasznosulását és a szükséges erőforrások bővítésének lehetőségeit. Tevékenységével hozzájárul a tehetségbarát társadalom kialakításához.

### Budapesti Európai Tehetségközpont
A Nemzeti Tehetségsegítő Tanács (NTT) döntése nyomán a Budapesti Európai Tehetségközpont (EUTK) 2012 nyarán alakult meg a Matehetsz szervezeti egységeként. Tevékenysége a Nemzeti Tehetség Program (NTP) nemzetközi feladataihoz kapcsolódik, a Nemzeti Tehetség Program pályázatainak támogatásával.
Feladatai:
A Nemzeti Tehetség Program által támogatott EUTK munkájának köszönhetően elmúlt években létrejött az Európai Tehetségsegítő Hálózat, az ETSN. Az ETSN az évek alatt egy 48 országban jelenlevő közel 500 intézményt tömörítő európai civil szervezetté vált. Tagjain keresztül több ezer olyan pedagógust és tehetséggondozó szakembert képvisel, akik számára Európában a tehetséggondozás kiemelten fontos ügy.
Az EUTK munkája, mintaadó tevékenysége az ETSN-en keresztül több ország tehetségügyének komoly támogatást tudott nyújtani. A közös európai honlapján keresztül az európai tehetségtámogatás intézményeinek sokszínűségét tette láthatóvá, megjelenítette a tehetségtérképén a 48 országból az ETSN-hez csatlakozó intézményeket.
Az EUTK folyamatosan dolgozik a Hálózat stratégiai továbbfejlesztésén, az ETSN működési elveit meghatározó alapértékeknek, mint az együttműködésnek, egymás önzetlen gazdagításának a biztosításán. Részt vesz és sokszor megszervezi a Hálózat közös programjait, hogy minél inkább hozzájáruljon az európai tehetségek megtalálásához és sokszínű támogatási rendszerének kifejlesztéséhez.
Az Európai Tehetségsegítő Hálózat (European Talent Support Network / ETSN) 2015 szeptemberében alapított nemzetközi civil szervezet. Megalakulására az Európai Parlament brüsszeli épületében magas rangú tisztviselők, valamint EU parlamenti képviselők jelenlétében került sor. Jelenleg kb. 500 intézményével közel 50 országban van jelen. Hálózatként több ezer tanárt, tehetséggondozó szakértőt, pszichológust képvisel, akiknek kiemelkedően fontos a tehetséggondozás. Ez a gyakorlatban azt jelenti, hogy az ETSN tömöríti ma Európa legtöbb, a tehetséggondozás iránt a legváltozatosabb formákban elkötelezett szervezetet, melyeknek több mint a fele európai közoktatási intézményekből kerül ki.

### A Matehetsz kiemelt Európa Uniós projektjei
2009. június–2011. december: Magyar Géniusz Integrált Tehetségsegítő Program (TÁMOP 3.4.4-A/08).
2012. július–2015. augusztus: Tehetséghidak Program (TÁMOP-3.4.5-12-2012)
2016. május – 2021. december: Tehetségek Magyarországa (EFOP 3.2.1-2015)

### A MatehetszNemzeti Tehetség Programforrásaiból megvalósított projektjei
NTP pályázatokon elnyert forrásai elsősorban egyedi diákprogramokat, kommunikációs teendőket, rendezvények szervezését, tehetséggondozók elismerését, képzéseket, az EU-kapcsolatrendszer bővítését, valamint a határon túl élő magyar tehetségek segítését célozzák. E meghívásos pályázatok biztosítják részben az egyes tehetségsegítő tevékenységük folyamatosságát és a Nemzeti Tehetség Program néhány további feladatának fejlesztését, véghezvitelét.

### A Matehetsz további programjai

#### Magyar Templeton Program
2015. szeptember 15. - 2017. február 28.
Ennek az egyedülálló kísérleti programnak fő célja a kivételes kognitív képességekkel rendelkező, magyar 10–29 éves korosztályba tartozó fiatalok további fejlesztése volt.
Csermely Péter professzor kezdeményezésére, széles körű szakmai összefogással, a Templeton World Charity Foundation, az EMMI, az MTA, valamint a nagy magyar egyetemek támogatásával valósult meg a két évre tervezett Magyar Templeton Program. A komplex, többkörös, online teszteket és személyes interjúkat is tartalmazó beválogatási folyamat eredményeként közel 20 000 pályázó közül 315 kivételes kognitív képességekkel rendelkező magyar tehetséges fiatal kapta meg a Junior Templeton Fellow címet 2016. március 12-én a Magyar Tudományos Akadémia dísztermében. A 10 és 29 év közötti, kivételes kognitív képességekkel rendelkező tehetségek egy éven át személyre szabott támogatásban részesültek, melynek részeként már az első nyolc hónapban 350 különféle egyéni és csoportos programot: mentori kapcsolatokat, különleges nyári táborokat, külföldi utazásokat, soft skills képzéseket, ösztöndíjakat, folyamatos egyéni tanácsadást kaptak. A társadalmi felelősségvállalás gyakorlását és képviseletét is célzó program célja volt, hogy a Fellow-kból olyan kreatív, értékteremtő közösség váljon, akik a következő 10–20–30 év felelős tudósai, kutatói és döntéshozói lehetnek, tehát tevékenységükkel az egyéni sikerükön túl a társadalom, az emberiség számára is értéket teremthetnek.
A program pilot jelleggel azonosított, majd nyújtott segítséget további 150, öt-nyolc éves kivételes tehetség számára is a „Nebraska Starry Night” megfigyelési módszer hazai adaptációjával.

#### A Sólyom László által alapított ösztöndíj
Sólyom László volt köztársasági elnök, a Magyar Géniusz Program Tehetségnagykövete 2011-ben alapított Tehetség-ösztöndíjat kimagasló képességű és teljesítményű határon túli és hazai fiatalok külföldi továbbképzésének, tehetségük kibontakoztatásának támogatására a köztársasági elnök, a miniszterelnök, az Országgyűlés elnöke, az Alkotmánybíróság elnöke és a Legfelsőbb Bíróság elnöke tiszteletdíjáról és juttatásairól szóló 2000. évi XXXIX. törvény 27.§-ának (3) és (4) bekezdése alapján, a volt köztársasági elnökök számára biztosított pénzügyi keret terhére.
Az ösztöndíjat Sólyom László volt köztársasági elnök, Tehetségnagykövet gimnáziumi éveik végén lévő, vagy egyetemi tanulmányaikat folytató – pályázat vagy ajánlás útján kijelölt és végül elnök úr által kiválasztott – diákoknak ajánlotta fel külföldi képzésre. A jelöltnek a külhoni tanulmányra részletes munkatervet kellett készítenie, és a tanulmányútnak megfelelő nyelvből magas fokú ismeretekkel kellett rendelkeznie.
Sólyom László a hazai és határon túli tehetségsegítő szervezetektől, valamint saját ismeretségi köréből főként kutatóktól, tehetségsegítő szakemberektől, professzoroktól és tanároktól kért javaslatokat olyan fiatalok személyére, akik már eddigi eredményeikkel is kitűntek társaik közül, s fejlődésüket tovább segítette, az ösztöndíjjal külföldön tanulhattak.
A Sólyom László volt köztársasági elnök által alapított ösztöndíjat a Magyar Tehetségsegítő Szervezetek Szövetsége kezelte. 2011 óta közel 60 tehetséges fiatalnak adott maximum egy éves külföldi tanulmányútját elősegítő ösztöndíjat – a program során összesen 326 millió Ft értékben.
Az Áder János által alapított ösztöndíjprogram
Áder János korábbi köztársasági elnök 2022-ben indította el azt az ösztöndíj-programot, amely 2022-ben 38 fő, 2023-ban 67 fő nehéz sorsú fiatal tanulmányait támogatta havi nettó 100 ezer forinttal. A programot a Magyar Tehetségsegítő Szervezetek Szövetsége koordinálja.

### A Matehetsz mint felnőttképzési intézmény
A Közép-Magyarországi Regionális Munkaügyi Központ 2009. november 12-én a 01044-2009 számon nyilvántartásba vette a Magyar Tehetségsegítő Szervezetek Szövetségét mint regisztrált felnőttképző intézményt. 2010 óta mintegy 35.000 pedagógus és más szakember részvételével valósultak meg pedagógus-továbbképzések.

### A tehetség kézikönyve
A kézikönyv a műfajához hűen bemutatja a hazai tehetségsegítés történetét, a tehetséggondozás legkorszerűbb pedagógiai és pszichológiai alapjait, a különböző tehetség-modelleket, a fejlesztőprogramok jellemzőit; kitér az intelligencia, a kreativitás, a tehetségazonosítás fogalmaira, taglalja egyebek mellett a versenyek szerepét, a genetika és a környezeti hatások arányait, valamint bemutatja az utóbbi évtizedek magyar programjait és nemzetközi tendenciáit.
A köznevelési rendszerben oktatott tantárgyakat és az emberi alkotótevékenység sokféleségét is szem előtt tartva a könyv 14 nagy tehetségterületet emel ki és mutat be, ezek a matematika, biológia, kémia, fizika, irodalom, nyelv, zene, vizualitás, sport, tánc, informatika, valamint bemutatásra kerülnek a vezetői, a spirituális és a szociális terület tehetségjellemzői is. A kötet tartalomjegyzéke átláthatóvá teszi felépítését, egyúttal megkönnyíti az egyes fejezetek közötti böngészést.

### Az egyesület tisztségviselői (2024. január)

#### Tiszteletbeli elnök
Prof. Dr. Csermely Péter

#### Az egyesület elnöksége
Dr. Balogh László (elnök)
Bajor Péter (ügyvezető elnök)

#### Alelnökök
Majorosné Lasányi Ágnes
Dr. Pakucs János
Dr. Polonkai Mária
Dr. Szendrő Péter

#### Elnökségi tagok
Dr. Földvári-Nagy Lászlóné Dr. Lenti Katalin
Kiss Albert
Magyar Margit
Rajnai Gábor
Dr. Révész György

#### Az egyesület felügyelő bizottsága

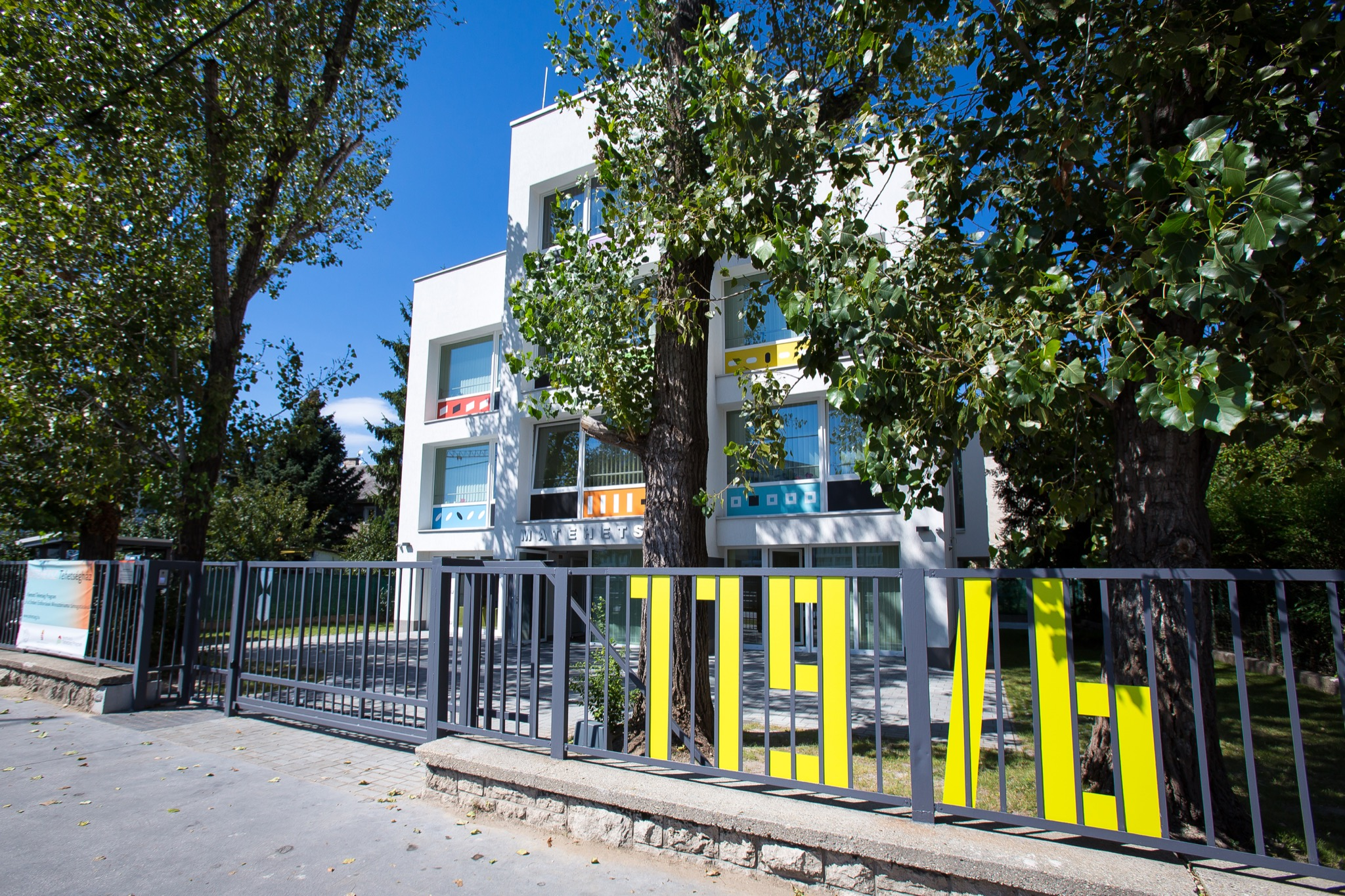
Matehetsz Tehetségháza

Fodor Erika
Monszpart Zsolt
Szalay Imre
Veres Pál
Prof. Dr. Závodszky Péter